# عصوية ذهبية متعددة الشعر النجمي
عصوية ذهبية متعددة الشعر النجمي (الاسم العلمي: Chryseobacterium polytrichastri) هي نوع من البكتيريا، سلبية الغرام، تتبع جنس عصوية ذهبية.